# Spring Mobil
Spring Mobil, ett helägt dotterbolag till Tele2, är svensk mobiloperatör med fokus på företagsmarknaden.

## Historik
Spring Mobil grundades 2002 av BrainHeart Capital och Fredrik Zetterlund. Samma år fick företaget en svensk GSM-licens, och fullskalig verksamhet bedrevs från 2005.
Tele 2 köpte 49% av aktierna i bolaget 23 oktober 2006, redan då med avsikt att överta det helt. De återstående aktierna köptes av Tele 2 i maj 2010, och säljare var då Swefour.